# Marcelo Zormann

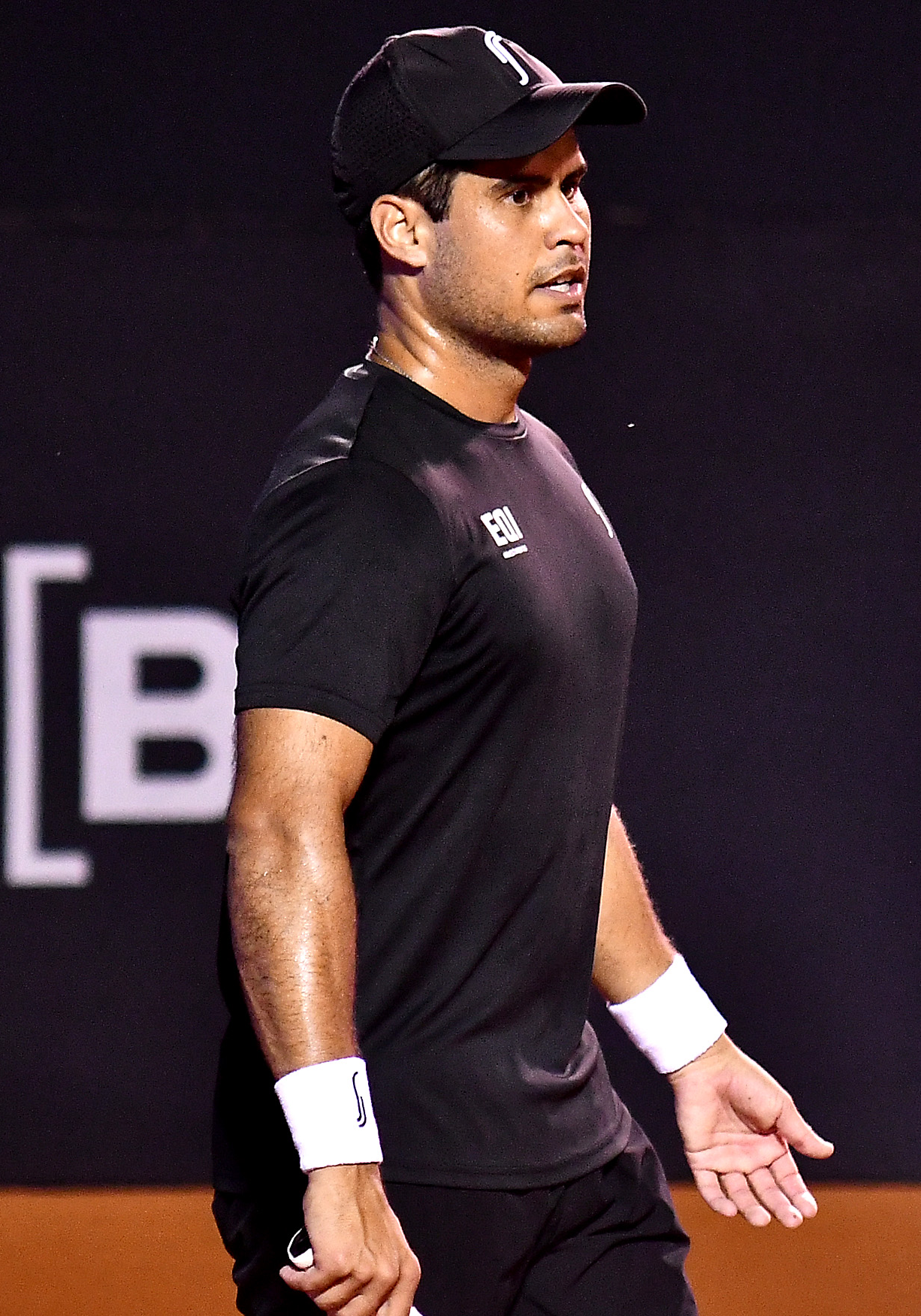
Marcelo Zormann em ação no Rio Open 2025

Marcelo Zormann da Silva, (Lins, 10 de junho de 1996) é um tenista brasileiro, campeão do evento de "Duplas Júnior" do Torneio de Wimbledon de 2014.
Destro, é considerado uma das promessas do tênis brasileiro, em julho de 2014 ocupava a 13ª posição no ranking juvenil da ITF.

## Primeiros passos no tênis
Zormann começou a jogar tênis com cinco anos de idade, em Lins, por influência do avô, seu primeiro treinador e incentivador. Aos 14 anos, mudou-se para Rio Preto para treinar com Edvaldo Oliveira e, com ele, conquistou um dos títulos mais importantes do circuito juvenil, o Banana Bowl, na categoria 16 anos. Em 2014, foi campeão de duplas em Wimbledon Junior e medalha de ouro, também em duplas, nos Jogos Olímpicos da Juventude em Nanquim, na China. Como profissional, tem 3 títulos de nível future.

## Torneios internacionais
Participou dos torneios de juniores em Roland Garros em 2013 e 2014, Mont Marsan (França) e Wimbledon
Em Wimbledon, se tornou o primeiro brasileiro a se tornar campeão juvenil nas duplas deste torneio, junto com Orlando Luz.
Em agosto de 2014 participa do Tênis nos Jogos Olímpicos de Verão da Juventude de 2014, em simples masculino e dupla masculina, novamente com Orlando Luz, classificado pela sua boa colocação no ranking da ATP. Venceu o ouro em dupla com Orlandinho.

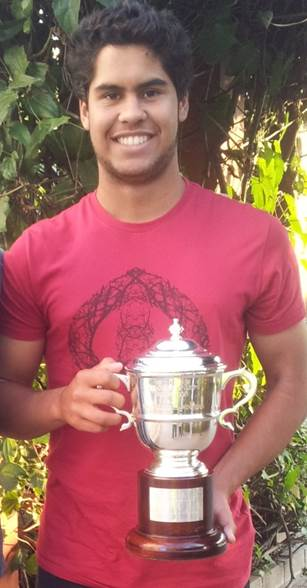
Marcelo Zormann com a taça recebida pela vitória em duplas júnior com Orlando Luz, em Wimbledon

Em setembro do mesmo ano participou do US Open, sem muito sucesso em simples e duplas. Participou também na vitória sobre a Espanha pela Copa Davis, mesmo sem jogar. A partir de outubro já participa de torneios profissionais, começando pelo Espírito Santo.

## Triunfos

### Profissional

#### Challengers e Futures

##### Simples 6 (3-3)
| Legenda           |
| ----------------- |
| Challengers (0-0) |
| ITF Futures (3–3) |

| Resultado | No. | Data                   | Torneio                       | Superfície | Oponente                | Placar        |
| --------- | --- | ---------------------- | ----------------------------- | ---------- | ----------------------- | ------------- |
| Campeão   | 1.  | 19 de outubro de 2013  | Brasil F12, Montes Claros     | Saibro     | Caio Silva              | 6–3, 6–3      |
| Finalista | 1.  | 15 de junho de 2014    | França F10, Mont-de-Marsan    | Saibro     | Medy Chettar            | 4–6, 4–6      |
| Campeão   | 2.  | 13 de setembro de 2015 | Croácia F15, Bol              | Saibro     | Miki Jankovic           | 6–4, 6-2      |
| Finalista | 2.  | 1 de novembro de 2015  | Brasil F6, Porto Alegre       | Saibro     | Carlos Eduardo Severino | 6-3, 3–6, 4–6 |
| Campeão   | 3.  | 15 de agosto de 2016   | Argentina F6, Villa del Dique | Saibro     | Federico Coria          | 6–4, 7-6(7-5) |
| Finalista | 3.  | 13 de maio de 2018     | Brasil F3, Brasília           | Saibro     | Oscar Jose Gutierrez    | 2-6, 2–6      |

##### Duplas 25 (15-10)
| Legenda             |
| ------------------- |
| Challengers (0-0)   |
| ITF Futures (15–10) |

| Resultado | No. | Data                   | Torneio                          | Superfície | Parceiro         | Oponentes                                      | Placar                |
| --------- | --- | ---------------------- | -------------------------------- | ---------- | ---------------- | ---------------------------------------------- | --------------------- |
| Finalista | 1.  | 18 de outubro de 2013  | Brasil F12                       | Saibro     | Luís Britto      | Gabriel Vellinho Hocevar Rafael Matos          | 5–7, 5–7              |
| Campeão   | 1.  | 15 de junho de 2015    | Brasil F2, Itajaí                | Duro       | Rafael Matos     | Felipe Meligeni Igor Marcondes                 | 5–6(5-7), 6–2, [10-8] |
| Finalista | 2.  | 17 de agosto de 2015   | Itália F23, Este                 | Duro       | Rafael Matos     | Maximilian Neuchrist Tristan-Samuel Weissborn  | 2–6, 6–3, [8-10]      |
| Campeão   | 2.  | 6 de setembro de 2015  | Croácia F14, Bol                 | Saibro     | Rafael Matos     | Gabor Borsos Adam Kellner                      | 6–3, 2-6, [10-5]      |
| Campeão   | 3.  | 6 de setembro de 2015  | Brasil F6, Porto Alegre          | Saibro     | Orlando Luz      | Ricardo Hocevar Carlos Eduardo Severino        | 3-6, 6-3, [10-6]      |
| Campeão   | 4.  | 8 de maio de 2016      | Argentina F5, Villa Maria        | Saibro     | João Pedro Sorgi | Mariano Kestelboim Matias Zukas                | 6-2, 3-6, [10-2]      |
| Campeão   | 5.  | 15 de maio de 2016     | Argentina F6, Villa Del Dique    | Saibro     | João Pedro Sorgi | Oscar Jose Gutierrez Gabriel Alejandro Hidalgo | 6-2, 6-3              |
| Campeão   | 6.  | 22 de maio de 2016     | Argentina F7, Córdoba            | Saibro     | João Pedro Sorgi | Guillermo Rivera-Aránguiz Juan Carlos Saez     | 6-4, 3-6, [11-9]      |
| Campeão   | 7.  | 17 de dezembro de 2016 | Uruguai F3, Salto                | Saibro     | Orlando Luz      | Marcel Felder Gabriel Hidalgo                  | 7-6(7-2), 6-4         |
| Campeão   | 8.  | 29 de abril de 2017    | Espanha F11, Majadahonda         | Saibro     | Rafael Matos     | Alberto Romero de Ávila Senise Miguel Semmler  | 3-6, 7-6(7-5), [11-9] |
| Campeão   | 9.  | 24 de junho de 2017    | Itália F18, Sassuolo             | Saibro     | Orlando Luz      | Marco Bortolotti Walter Trusendi               | 6-3, 6-3              |
| Finalista | 3.  | 5 de agosto de 2017    | Portugal F14, Porto              | Saibro     | Rafael Matos     | Tiago Cacao Nuno Deus                          | 6-2, 4-6, [8-10]      |
| Campeão   | 10. | 24 de agosto de 2017   | Espanha F25, Vigo                | Saibro     | Rafael Matos     | Marc Fornell-Mestres Marc Giner                | 6-3, 7-6(7-4)         |
| Finalista | 4.  | 18 de setembro de 2017 | Tunísia F27, Hammamet            | Saibro     | Luis Britto      | Harri Heliovaara Evan Zhu                      | 1-6, 4-6              |
| Finalista | 5.  | 25 de setembro de 2017 | Tunísia F28, Hammamet            | Saibro     | Luis Britto      | Laurent Rochette Pol Toledo Bague              | 4-6, 1-6              |
| Finalista | 6.  | 9 de outubro de 2017   | Tunísia F30, Hammamet            | Saibro     | Rafael Matos     | Cristian Carli Nino Serdarucic                 | 7-6(8-6), 4-6, [7-10] |
| Campeão   | 11. | 18 de novembro de 2017 | Brasil F2, Santos                | Saibro     | Orlando Luz      | Caio Silva Thales Turini                       | 6-3, 6-3              |
| Campeão   | 12. | 26 de novembro de 2017 | Brasil F3, São Paulo             | Saibro     | Rafael Matos     | Caio Silva Thales Turini                       | 7-6(8-6), 5-7, [10-8] |
| Finalista | 7.  | 17 de março de 2018    | Turquia F10, Antalya             | Saibro     | Rafael Matos     | Antonio Massara Cristian Rodríguez             | 3-6, 6-7(3-7)         |
| Finalista | 8.  | 24 de março de 2018    | Turquia F11, Antalya             | Saibro     | Rafael Matos     | Altug Celikbilek Cem Ilkel                     | 6-1, 4-6, [8-10]      |
| Campeão   | 13. | 28 de abril de 2018    | Brasil F1, São José do Rio Preto | Saibro     | Rafael Matos     | Pedro Bernardi Daniel Dutra da Silva           | 6-1, 6-4              |
| Campeão   | 14. | 5 de maio de 2018      | Brasil F2, São Paulo             | Saibro     | Rafael Matos     | Eduardo Dischinger Wilson Leite                | 7-5, 3-6, [10-4]      |
| Campeão   | 15. | 19 de maio de 2018     | Brasil F4, Curitiba              | Saibro     | Rafael Matos     | Diego Matos Thales Turini                      | 7-6(7-2), 6-3         |
| Finalista | 9.  | 1 de julho de 2018     | República Checa F4, Pardubice    | Saibro     | Rafael Matos     | Garbor Borsos David Pichler                    | 6-1, 2-6, [6-10]      |
| Finalista | 10. | 22 de julho de 2018    | Alemanha F8, Kassel              | Saibro     | Orlando Luz      | João Souza David Vega Hernandez                | 1-6, 4-6              |

### Júnior

#### Olimpíadas da Juventude

##### Duplas

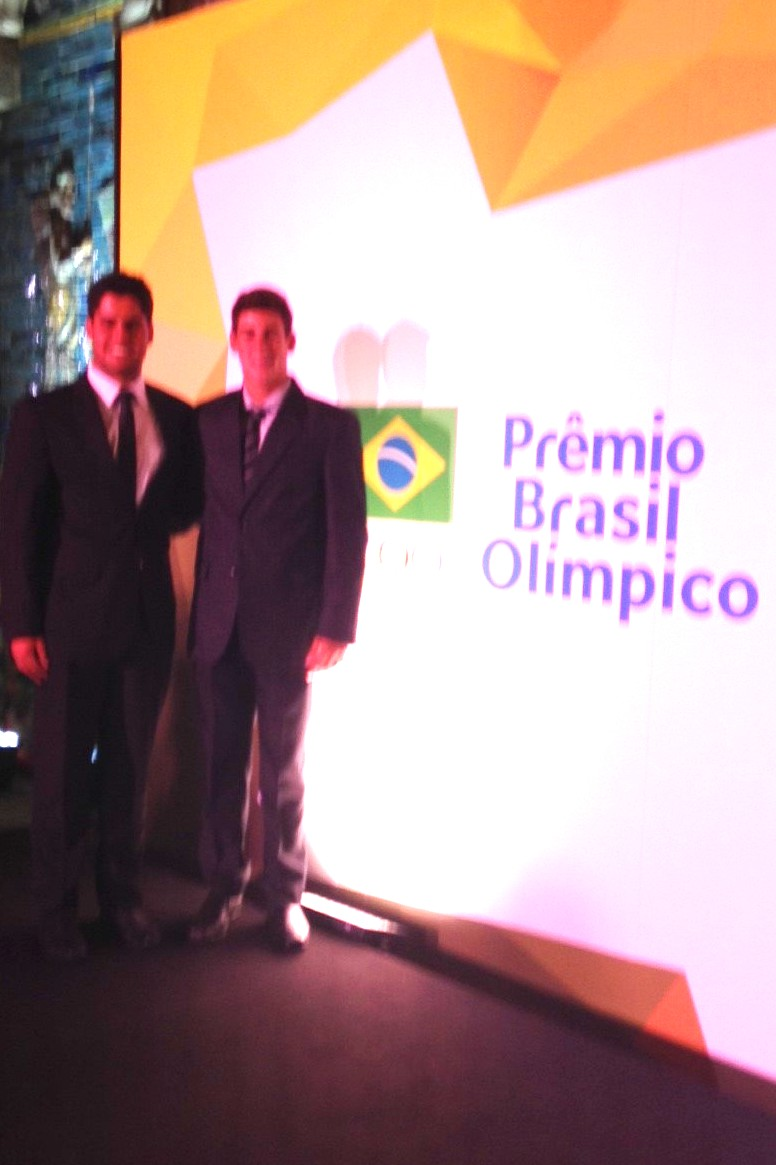
Zormann e Orlando Luz no Prêmio Brasil Olímpico 2014

| Resultado | Ano  | Campeonato                   | Superfície | Parceiro    | Oponentes                     | Placar           |
| --------- | ---- | ---------------------------- | ---------- | ----------- | ----------------------------- | ---------------- |
| Ouro      | 2014 | Jogos Olímpicos da Juventude | Duro       | Orlando Luz | Karen Khachanov Andrey Rublev | 7–5, 3–6, [10–3] |

#### Grand Slam

##### Duplas
| Resultado | Ano  | Campeonato | Superfície | Parceiro    | Oponentes                   | Placar        |
| --------- | ---- | ---------- | ---------- | ----------- | --------------------------- | ------------- |
| Campeão   | 2014 | Wimbledon  | Grama      | Orlando Luz | Stefan Kozlov Andrey Rublev | 6–4, 3–6, 8–6 |

#### Outros títulos
Simples
- Copa Santa Catarina (2012)
- Copa Guga Kuerten (2012)
- Torneo Sudamericano Individual ITF Grado B1 Copa La Razón (2014)

Duplas
- Campeonato Internacional de Tênis de Porto Alegre GA (com Orlando Luz - 2013)